# Jamait-ul-Mujahideen
Jamiat-ul-Mujahideen és un grup guerriller del Caixmir sorgit com escissió de Hizbul-al-Mujahideen, per les lluites entre Ahsan Dar i Hilal Ahmed Mir (Nasirul Islam) que s'oposava a la conversió del grup en la branca armada de Jamaat-e-Islami. Es va crear el 1990 amb el Sheikh Abdul Basit com a cap. Dona suport a l'annexió del Caixmir per part de Pakistan. El grup va patir moltes baixes i detencions durant els anys 1996 i 2001, tanmateix segueix estant actiu.